# 캐롤린 로런스
캐롤린 로런스(Carolyn Lawrence, 1967년 2월 13일 ~ )은 미국의 배우이다.